# Mahal Teglinos
Mahal Teglinos ist eine Ausgrabungsstätte im heutige Sudan. Archäologische Grabungen konnten hier eine große Siedlung der Gash-Gruppe, einer neolithischen Kultur, freilegen. Der Ort war von etwa 3000 bis 1500 v. Chr. besiedelt. Die älteste Phase gehört der sogenannten Butana-Gruppe an. Darauf folgte die Gash-Gruppe. Das etwa 10 Hektar große Grabungsgebiet besteht aus den ehemaligen Wohnvierteln, aber auch aus größeren Friedhöfen. Im Zentrum, aber auch vereinzelt am Rand der Siedlung, standen diverse rechteckige Lehmziegelbauten. Es sind die ältesten und südlichsten Lehmziegelbauten in Afrika überhaupt. Bei den meisten Häusern handelt es sich sonst um runde Hütten aus Stroh. Funde von Siegeln belegen eine fortgeschrittene soziale Gliederung der Gesellschaft. Am westlichen und östlichen Rand lagen umfangreiche Friedhöfe. Im Zentrum der Siedlung fand sich ein Areal, das für die Verarbeitung von Nahrung genutzt wurde. Vielleicht hatte dieser Ort eine rituelle Funktion für die nahe liegenden Friedhöfe. In der Siedlung kam auch ägyptische Keramik zu Tage, die in die Erste Zwischenzeit und das Mittlere Reich datiert. Daneben fanden sich ägyptische, glasierte Perlen.
Der östliche Friedhof war dicht belegt. Die Leichen sind hier in verschiedenen Positionen niedergelegt worden. Bis auf Schmuck gab es keine Beigaben. Die Gräber waren an der Oberfläche durch einen Granitstein gekennzeichnet. Im westlichen Friedhof lagen die meisten Bestattungen ausgestreckt auf dem Rücken, in einigen Fällen gab es Doppelbestattungen. Neben Schmuck fand sich in einigen Gräbern auch Keramik.
Die Reste der Siedlung wurden von 1980 bis 1995 von Rodolfo Fattovich, dann ab 2010 von einem italienischen Ausgrabungsteam unter der Leitung von und später durch Andrea Manzo untersucht.